# Château de Trolleholm
Le château de Trolleholm (Trolleholms slott) est un château suédois situé dans la commune de Svalöv — à neuf kilomètres au nord-ouest d’Eslöv — dans la province historique de Scanie et le comté homonyme.

## Historique
Le domaine est cité en 1424 comme dépendant d’un monastère, sous le nom de Kattesnabbe puis de Eriksholm. À partir de 1533, il appartient aux membres de la famille Thott ; la famille bâtit un château à quatre ailes en 1538, entouré de douves. 
C'est là que s'établissent en 1580 Otte Thott et sa femme Sophie Brahe. Après la mort d'Otte en 1588, Sophie installe à Ericksholm le jardin Renaissance le plus réputé de Scandinavie, ainsi qu'un laboratoire de Chimie.

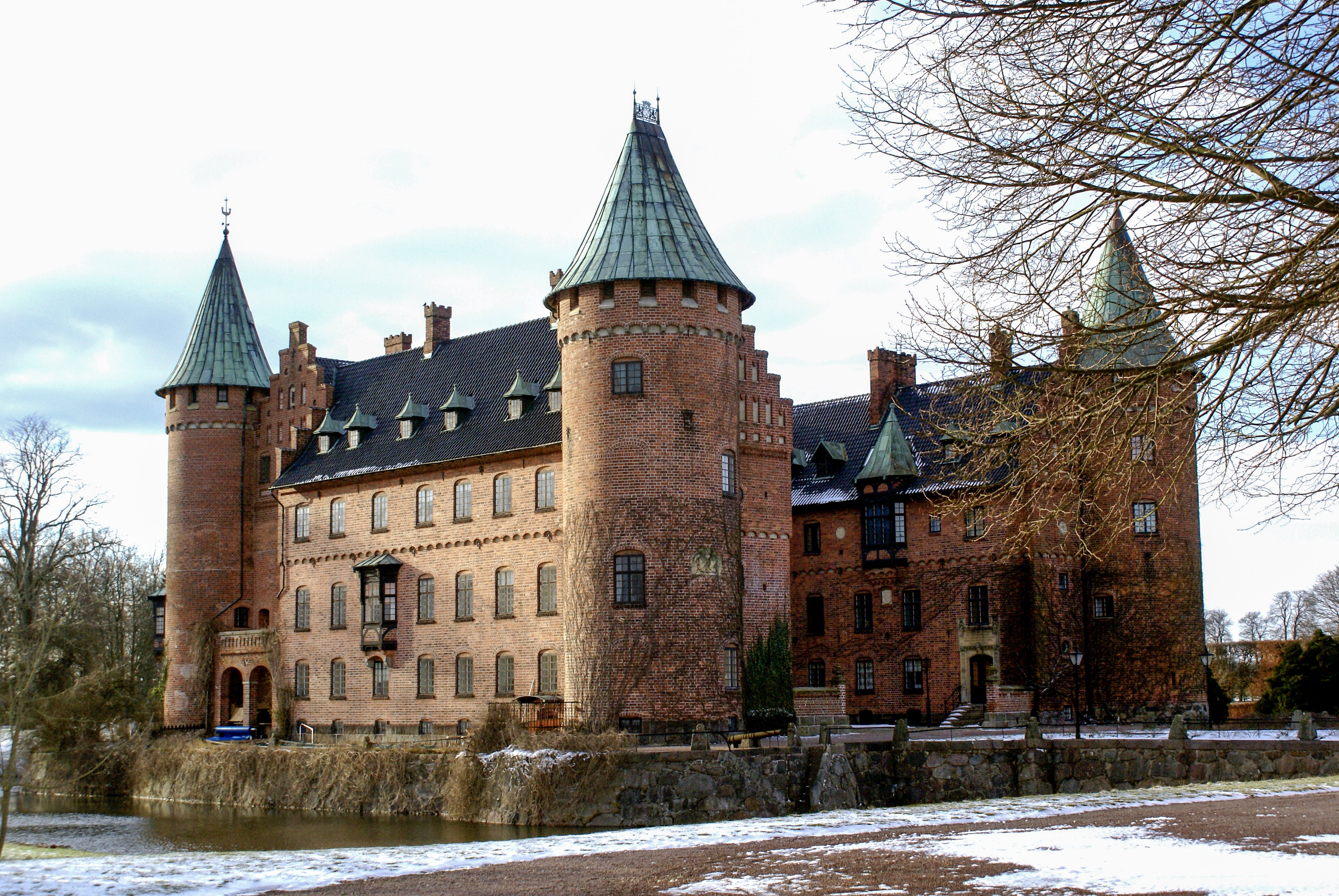
Vue générale du château

Le château brûle en 1678, et la propriété est rachetée deux ans plus tard par la famille Trolle. L’édifice est reconstruit en 1755 dans un style Renaissance, et Frederik Trolle (1693 † 1770) lui donne son nom actuel. En 1887–1889, l’architecte danois Ferdinand Meldahl y effectue des modifications.
Les Trolle-Bonde héritent du domaine en 1806, et le possèdent encore aujourd’hui. Le château possède une importante collection d’art, et une bibliothèque d’environ 45 000 documents. Une partie du château se loue.

## Source
- (no) « Trolleholm slott » sur snl.no, Terje Bratberg, 27 février 2009, consulté le 7 juillet 2010

1. ↑  John Robert Christianson, On Tycho's Island : Tycho Brahe and his assistants, 1570–1601, Cambridge University Press, 2000, 451 p. (ISBN 0-521-65081-X, lire en ligne), p. 258-259.